# Club Atlético Lambert
El Club Atlético Lambert, conocido como Lambert de Monte Maíz o simplemente Lambert, es una entidad deportiva argentina, cuya actividad principal es el fútbol masculino. Fue fundado el 19 de marzo de 1922 en la localidad de Monte Maíz, provincia de Córdoba. 
Durante su historia, el club se ha destacado en el fútbol, en donde se consagró en un total de quince ocasiones en la Liga Regional de Fútbol Adrián Beccar Varela, siendo el segundo equipo más laureado de esta competencia. A nivel provincial ganó el Campeonato Provincial de Clubes de Primera División con el cual clasificó al Torneo Regional Federal Amateur 2023-24. Junto con Argentino protagoniza el clásico de Monte Maíz.
Los colores que lo identifican son el rojo con vivos blancos. Su estadio se encuentra ubicado en el norte de la localidad y cuenta con una capacidad para 3000 espectadores. 
Además del fútbol, Lambert cuenta con otras disciplinas: básquet, bochas, tenis, natación, hockey sobre césped, taekwondo, vóley, billar y casín 5.
Su clásico rival es Argentino de Monte Maíz con quien disputa el Clásico de Monte Maíz

## Historia
Fue fundado el 19 de marzo de 1922, por la fusión de los clubes Unión y Primero de Mayo y su nombre hace honor a Esteban Lambert, uno de los fundadores de la localidad.
La primera comisión directiva fue encabezada por Juan Fernández (presidente), Francisco Guzzetti (vicepresidente) y José Alonso (tesorero).
Ha logrado quince títulos en la Liga Regional de Fútbol Adrián Beccar Varela : 1940, 1976, 1988, 1990, 2001, 2005, Clausura 2009, Apertura 2011, Clausura 2011, Apertura 2013, Final 2014, Clausura 2015, Apertura 2018, Apertura 2019 y Clausura 2023.
Fue campeón interprovincial en 1957 (no reconocido por inestabilidad en la federación).
En 2023 se consagró campeón del Provincial de Córdoba de forma invicta.

## Entrenadores
- Esta lista solo incluye a entrenadores del Club Atlético Lambert en torneos oficiales de AFA.

| N.° | Entrenador     | Período     | Categoría |
| --- | -------------- | ----------- | --------- |
| 1.° | Carlos Mazzola | 2019        | Cuarta    |
| 2.° | Jorge Perelló  | 2023 - 2025 | Cuarta    |

## Datos del club
Total de temporadas en AFA: 3
- Temporadas en primera división: 0
- Temporadas en segunda división: 0
- Temporadas en tercera división: 0
- Temporadas en cuarta división: 3
  - Torneo Regional Federal Amateur: 3 (2019, 2023-24 - 2024-25)
  - Mejor posición en cuarta división: Quinta ronda (2023-24)
  - Peor posición en cuarta división: Etapa clasificatoria (2019)
  - Máxima goleada a favor en cuarta división: Lambert 3-0 Sarmiento (E) (2024-25)

### Participaciones en torneos nacionales
| Campeonatos Nacionales                  | Campeonatos Nacionales | Campeonatos Nacionales | Campeonatos Nacionales | Campeonatos Nacionales | Campeonatos Nacionales | Campeonatos Nacionales | Campeonatos Nacionales | Campeonatos Nacionales |
| Torneo                                  | Posición               | PJ                     | PG                     | PE                     | PP                     | GF                     | GC                     | DG                     |
| --------------------------------------- | ---------------------- | ---------------------- | ---------------------- | ---------------------- | ---------------------- | ---------------------- | ---------------------- | ---------------------- |
| Torneo Regional Federal Amateur 2019    | Etapa clasificatoria   | 8                      | 1                      | 5                      | 2                      | 8                      | 9                      | -1                     |
| Torneo Regional Federal Amateur 2023-24 | Quinta ronda           | 12                     | 8                      | 1                      | 3                      | 16                     | 8                      | 8                      |
| Torneo Regional Federal Amateur 2024-25 | En desarrollo          | 8                      | 4                      | 1                      | 3                      | 10                     | 7                      | 3                      |
| TOTAL                                   | 0 títulos              | 28                     | 13                     | 7                      | 8                      | 34                     | 24                     | 10                     |

     Campeón.
     Subcampeón.
     Ascenso.
     Descenso.
| Total de partidos en torneos oficiales | Total de partidos en torneos oficiales | Total de partidos en torneos oficiales | Total de partidos en torneos oficiales | Total de partidos en torneos oficiales | Total de partidos en torneos oficiales | Total de partidos en torneos oficiales | Total de partidos en torneos oficiales | Total de partidos en torneos oficiales |
| Competición                            | PJ                                     | PG                                     | PE                                     | PP                                     | GF                                     | GC                                     | DG                                     | Mejor resultado                        |
| -------------------------------------- | -------------------------------------- | -------------------------------------- | -------------------------------------- | -------------------------------------- | -------------------------------------- | -------------------------------------- | -------------------------------------- | -------------------------------------- |
| Cuarta división                        | 28                                     | 13                                     | 7                                      | 8                                      | 34                                     | 24                                     | 10                                     | Quinta ronda                           |
| TOTAL                                  | 28                                     | 13                                     | 7                                      | 8                                      | 34                                     | 24                                     | 10                                     | 0 títulos                              |

## Palmarés
| Torneos Provinciales                                 | Torneos Provinciales | Torneos Provinciales                                                                  |
| Competición                                          | Títulos | Subcampeonatos                                                                        |
| ---------------------------------------------------- | --- | ------------------------------------------------------------------------------------- |
| Provincial (1/0)                                     | 2023 |                                                                                       |
| Torneos Regionales                                   | |                                                                                       |
| Competición                                          | Títulos | Subcampeonatos                                                                        |
| Liga Regional de Fútbol Adrián Beccar Varela (16/10) | 1940, 1976, 1988, 1990, 2001, 2005, Clausura 2009, Apertura 2011, Clausura 2011, Apertura 2013, Final 2014, Clausura 2015, Apertura 2018, Apertura 2019, Clausura 2023, Apertura 2025 | 1978, 1987, 1992, 1997, 2006, 2010, 2012, Apertura 2017, Apertura 2021, Clausura 2022 |